# Gempthalle

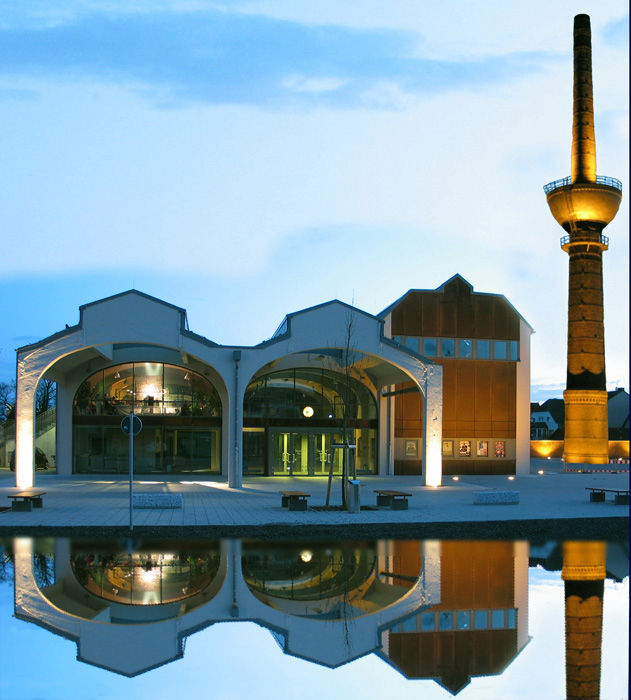
Die Gempthalle in Lengerich, Frontansicht

Die Gempt-Halle ist eine ehemalige Industriehalle im Zentrum der westfälischen Stadt Lengerich im Tecklenburger Land. Nach einer Sanierung und Umgestaltung wird sie seit 2004 von einer Bürgerstiftung als Kultur- und Bürgerzentrum betrieben.

## Geschichte
Die Halle liegt auf dem Gelände des ehemaligen Gempt-Werks mitten in Lengerich in direktem Anschluss zur Fußgängerzone.
Sie wurde 1917 als Glühofenhalle zur Herstellung von Drahtseilen gebaut.
Nach dem Niedergang der Drahtseilfertigung errichtete 1957 die Maschinenfabrik Windmöller & Hölscher eine moderne Gießerei und nutzte hierfür die große Industriehalle der Gempt-Werke.
Im Jahre 1991 wurde sie geschlossen und dann längere Zeit nur als Lager genutzt. Das Gelände wurde im Juli 1996 von der Lengericher Grundstücks- und Erschließungsgesellschaft mbH (LGE) gekauft und die Stadt Lengerich ließ ein Gutachten zur zukünftigen Gestaltung erarbeiten. Seit April 2002 wird das Konzept Bürgerzentrum Gempt im Rahmen der Regionale 2004 gefördert. Ab Herbst 2002 wurde die Gempt-Halle saniert und restauriert und zu einem kulturellen Veranstaltungsort umgebaut. Am 10. September 2004 wurde sie wiedereröffnet.
Vom alten Gempt-Werk sind nur noch die Halle und ein Schornstein mit Wasserbehälter erhalten. Auf dem übrigen Gelände wurden Wohnhäuser errichtet.

## Daten und Fakten

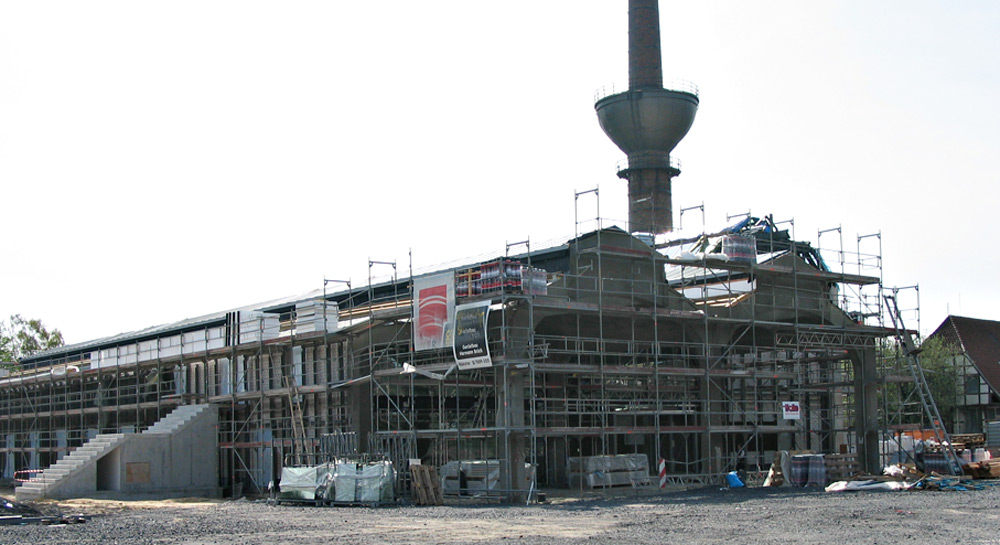
Während der Umbauarbeiten

Die Größe des Geländes beträgt 1300 m², die Halle selbst misst 30 × 51 × 12 m (B×L×H).
Die Fläche der drei Hallenschiffe beträgt zusammen 740 m², dazu kommen ein Seminarraum, Foyer, Küche und ein Bistro.
Das erste Hallenschiff kann vom Rest der Halle abgetrennt werden. Dadurch entsteht ein 270 m² großer, verdunkelbarer Theaterraum mit einer Reihenbestuhlung für bis zu 350 Personen. Die drei Hallenschiffe können auch zusammen für große Veranstaltungen mit bis zu 1000 Personen genutzt werden. Das Bistro bietet Raum für Gesellschaften mit bis zu 80 Personen.
Beim Umbau der Halle wurde ein Teil des Stahlbetonskeletts mit einer Ausfachung aus Cortenstahl- und Bleitafeln geschlossen, der vordere Teil blieb offen und bildet so eine Art Loggia.
Betreiber der Halle ist die Bürgerstiftung Gempt.
Der Projektträger im Rahmen der Regionale 2004 war die Stadt Lengerich. Als Architekten am Umbau beteiligt waren Böll und Krabel, Essen.
Mit Stand Januar 2007 arbeiten 3 feste Mitarbeiter und 8 Teilzeitkräfte für die Gempthalle.
Der 60 Meter hohe Schornstein mit umlaufendem Wasserbehälter wurde im Jahr 1919 errichtet und steht heute unter Denkmalschutz. Der 150.000 Liter fassende Wasserbehälter diente zur Kühlung der Glühofenhalle. Heute dient der Schornstein zur Abführung der Abluft.

## Bürgerstiftung Gempt
Am 3. Juli 2004 wurde die Bürgerstiftung Gempt mit 250.000 € Kapital gegründet.
Sie ist Betreiber der Gempt-Halle. Die Bürgerstiftung setzt sich aus Lengericher Bürgern, Institutionen, Vereinen und Unternehmen zusammen.
Aktivitäten sind unter anderem das Heranführen der Allgemeinheit an Themen der Kunst und Kultur, die Vermittlung von Kenntnissen und Fähigkeiten auf dem Gebiet der Allgemeinbildung, das Heranführen der Kinder und Jugendlichen an eine sinnvolle Freizeitgestaltung und die Pflege der geschichtlichen und kulturellen Traditionen der Stadt Lengerich und der Region.
Die Stiftungszwecke dürfen nur aus den Kapitalerträgen und zusätzlichen Spenden oder Zuwendungen, hierzu zählt auch der Betriebskostenzuschuss der Stadt Lengerich, finanziert werden.

## Förderung und Auszeichnung
Der Umbau der Gempt-Halle wurde im Rahmen der Regionale 2004 gefördert.
2005 erhielt sie die Auszeichnung vorbildlicher Bauten vom Ministerium für Bauen und Verkehr des Landes Nordrhein-Westfalen und von der Architektenkammer, da sie „in ästhetischer, technischer, sozialer oder städtebaulicher Hinsicht als richtungsweisend für die kommenden Jahre gelten kann“.

## Veranstaltungen
Pro Jahr werden in der Gempt-Halle ca. 150 Veranstaltungen durchgeführt.
Die Veranstaltungen sind unterschiedlichster Art, wie z. B. Konzerte, Partys (z. B. Abi-Partys, LAN-Partys, private Partys), Theater, Kabarett, Trödelmärkte, Messen, Kino, Kleinkunst, Workshops und anderes.

## Abbildungen

Bürgerzentrum Gempt
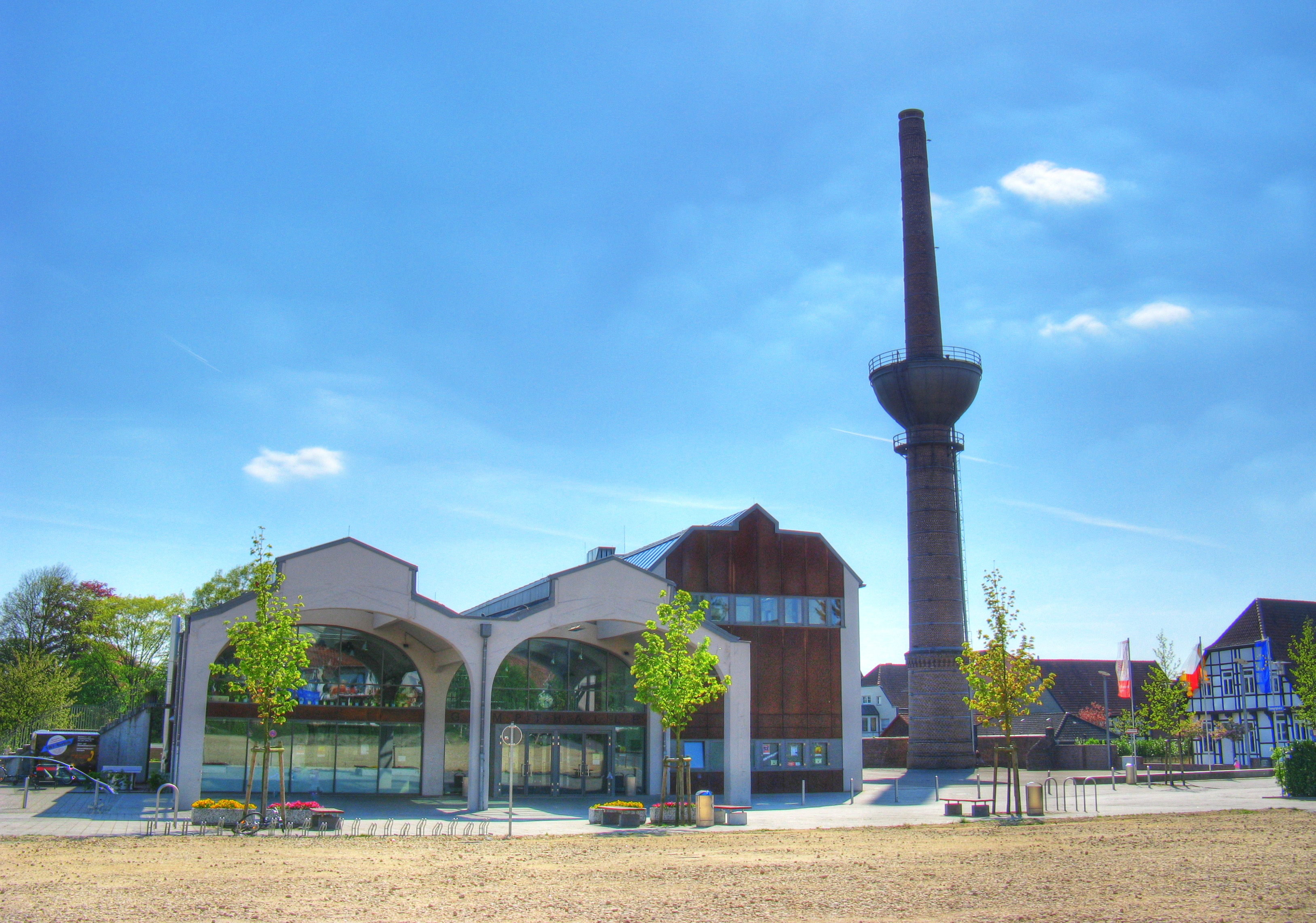
Frontansicht Mai 2008
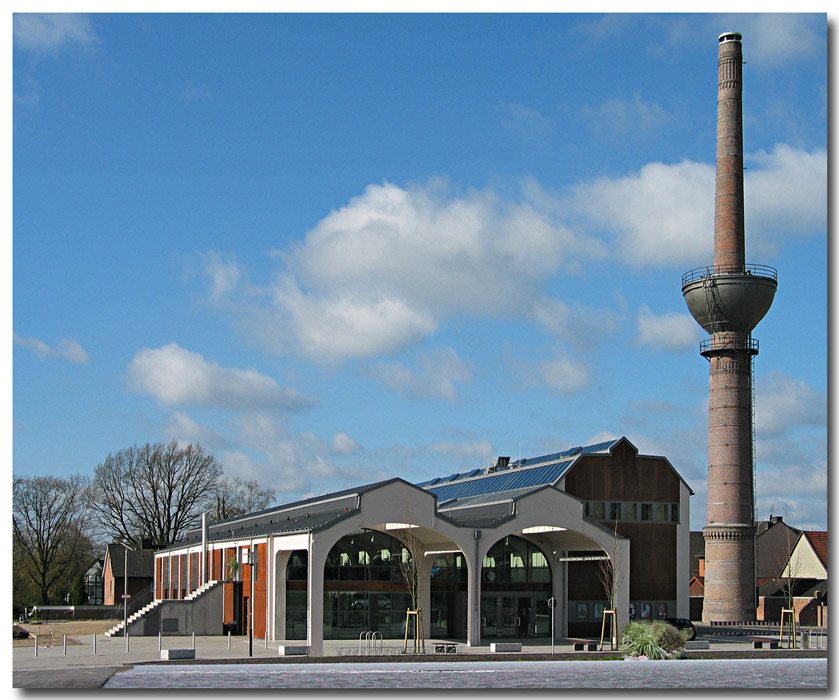
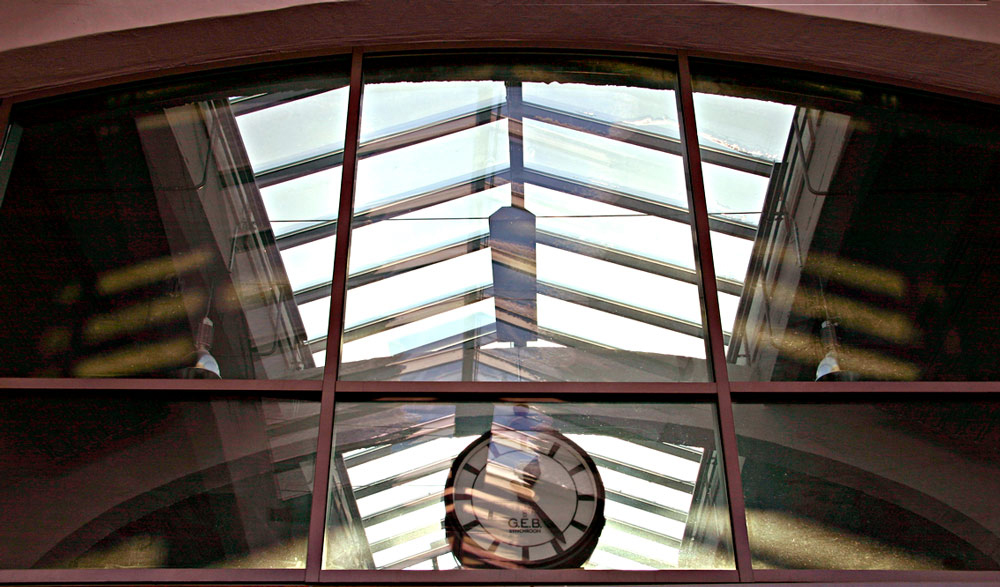
Zeitzeichen Uhr im Eingangsbereich
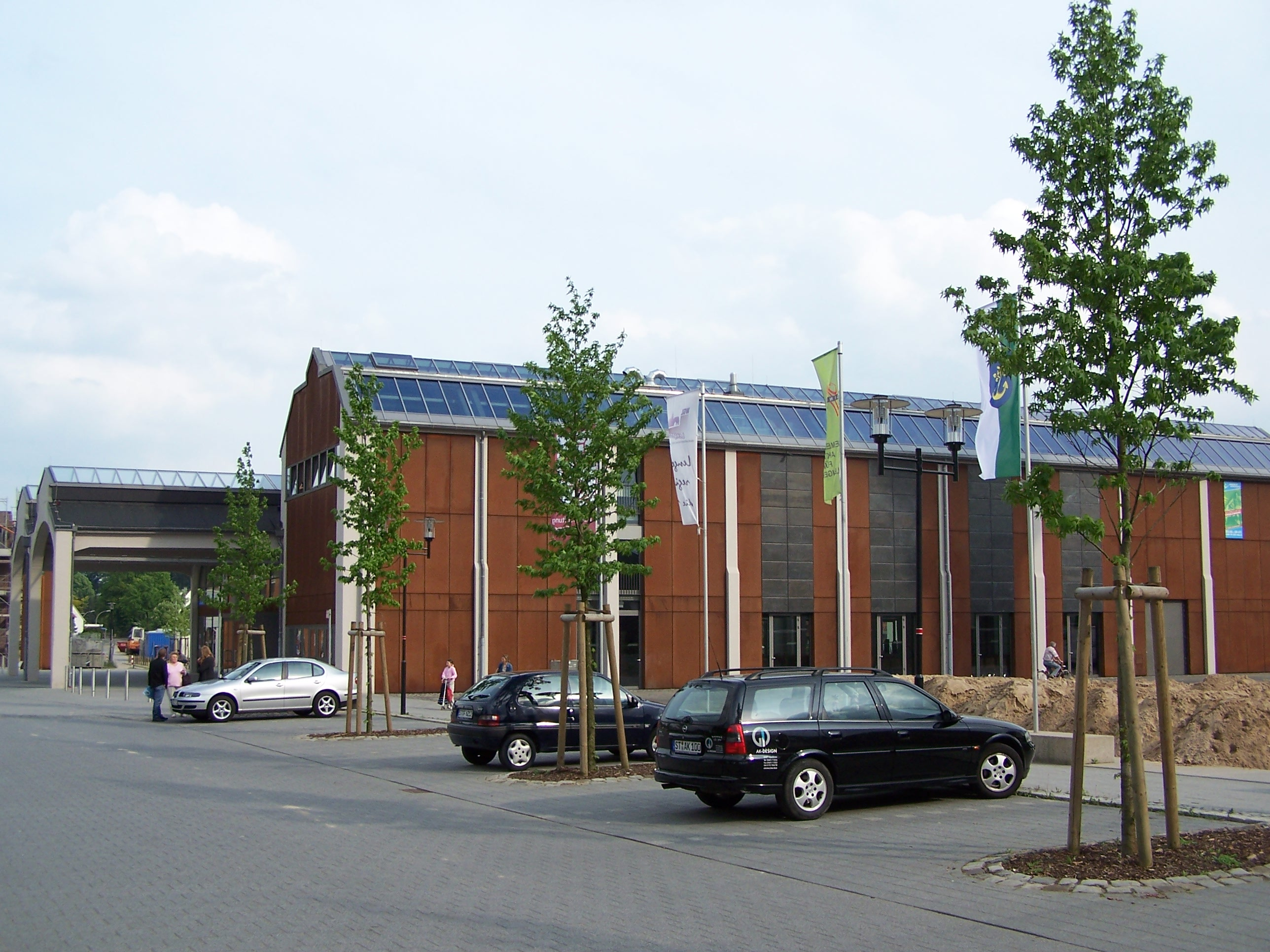
Seitenansicht der Gempthalle
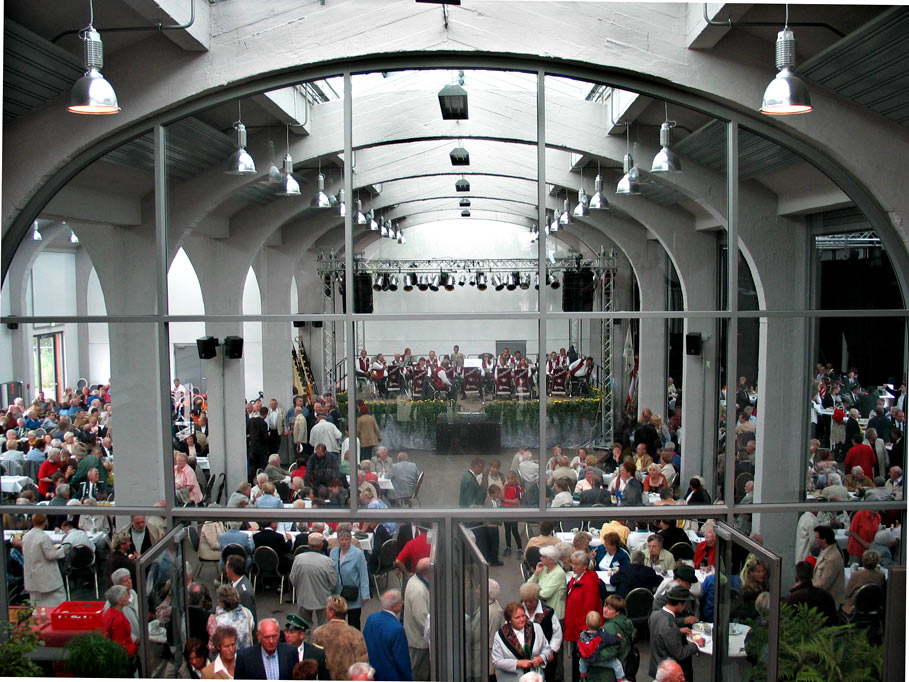
Innenansicht

während der Umbauarbeiten
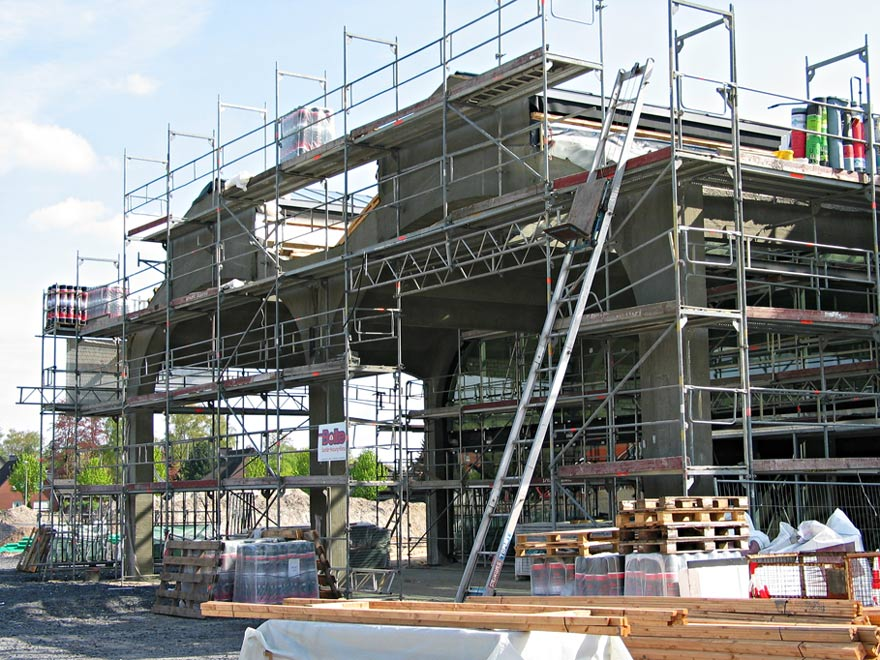
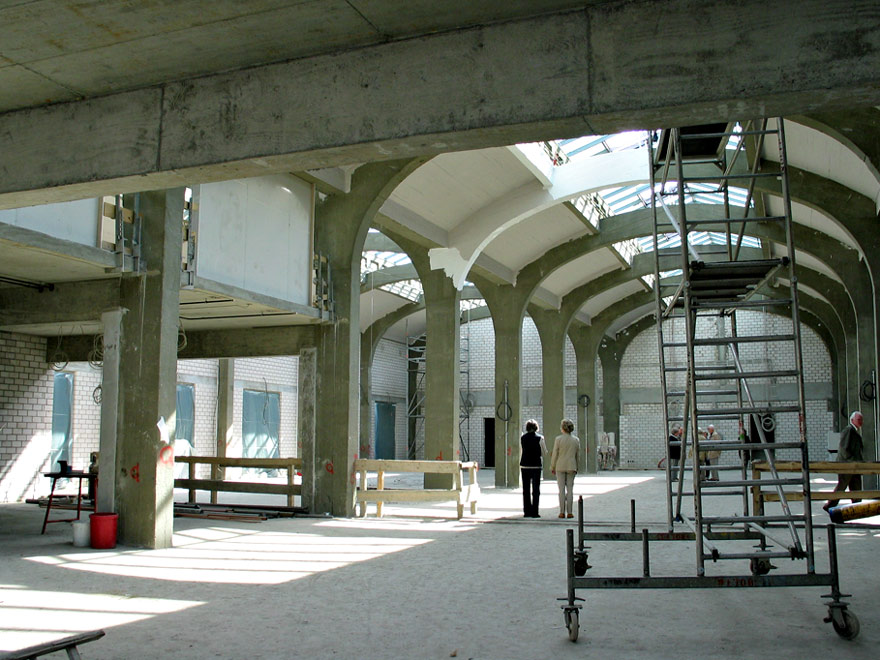
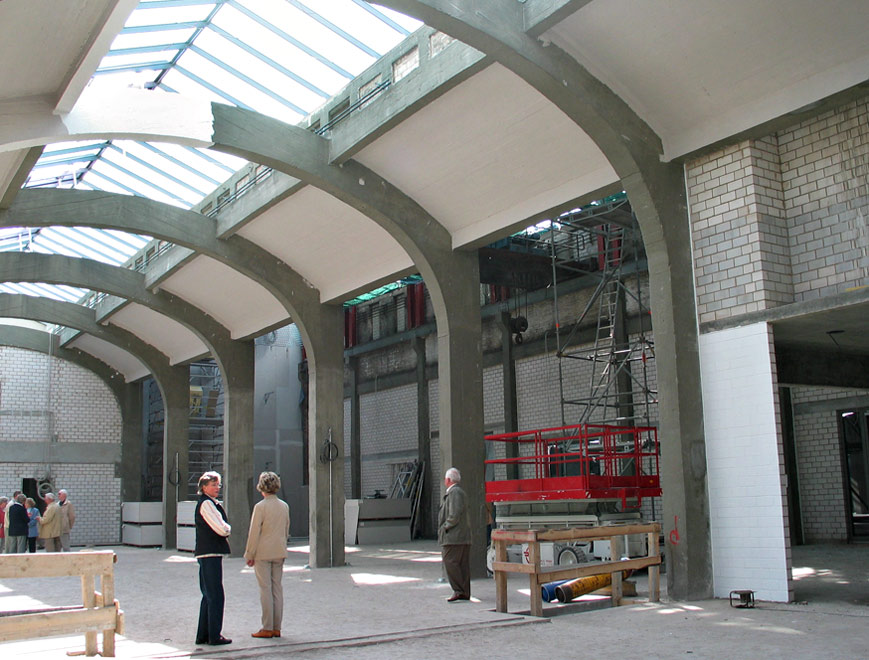

### Weitere Quellen
- Informationen des Architekten zum Umbau
- Auszeichnung auf der Seite der Architektenkammer NRW
- Projektkatalog der Regionale 2004 (PDF-Datei; 1,82 MB)
- Eintrag in der Projektliste der Regionale 2004

Koordinaten: 52° 11′ 12″ N, 7° 51′ 6,5″ O